# پر کرکبی
پر کرکبی (دانمارکی: Per Kirkeby؛ ۱ سپتامبر ۱۹۳۸ – ۹ مهٔ ۲۰۱۸) یک شاعر، نویسنده، مجسمه‌ساز، نقاش و کارگردان فیلم اهل دانمارک بود. وی بین سال‌های ۱۹۵۵ تا ۲۰۱۸ میلادی فعالیت می‌کرد.
وی دانش‌آموختهٔ «رشتهٔ آموزش» در دانشگاه کپنهاگ و یکی از اعضای مکتب هنری «اِکس-اِسکولِـن» در دههٔ ۱۹۶۰ میلادی در دانمارک بود. او از سال ۱۹۷۸ تا ۱۹۸۹ در «آکادمی هنر کالسروهه» و از سال ۱۹۸۹ تا ۲۰۰۰ میلادی در دانشکدهٔ «فرانکفورت اشتادل‌شوته» استاد رشتهٔ هنر بود.
وی مقالاتی دربارهٔ ادوار مانه و پابلو پیکاسو نگاشته‌است که به صورت یک کتاب در سال ۱۹۸۸ منتشر شد.
آثار او در مراکز گوناگونی چون تیت لندن، موزه متروپولیتن نیویورک، موزه هنر مدرن نیویورک و مرکز ملی هنر و فرهنگ ژرژ پمپیدو پاریس به‌نمایش درآمده است.